# Anthidium rodecki
Anthidium rodecki är en biart som beskrevs av Schwarz 1934. Anthidium rodecki ingår i släktet ullbin, och familjen buksamlarbin. Inga underarter finns listade i Catalogue of Life.